# 竪琴
竪琴（たてごと）とは、複数の弦を上下方向に張り、各弦が固有の音高を出す仕組みを有した撥弦楽器の総称である。なお撥弦楽器とは、弦の振動を発音原理とする弦鳴楽器を奏法の違いによって分類した細分類であり、指や爪や義爪や撥などを用いて、弦を弾いて音を出す楽器をさす。

## 楽器分類学的な位置付け

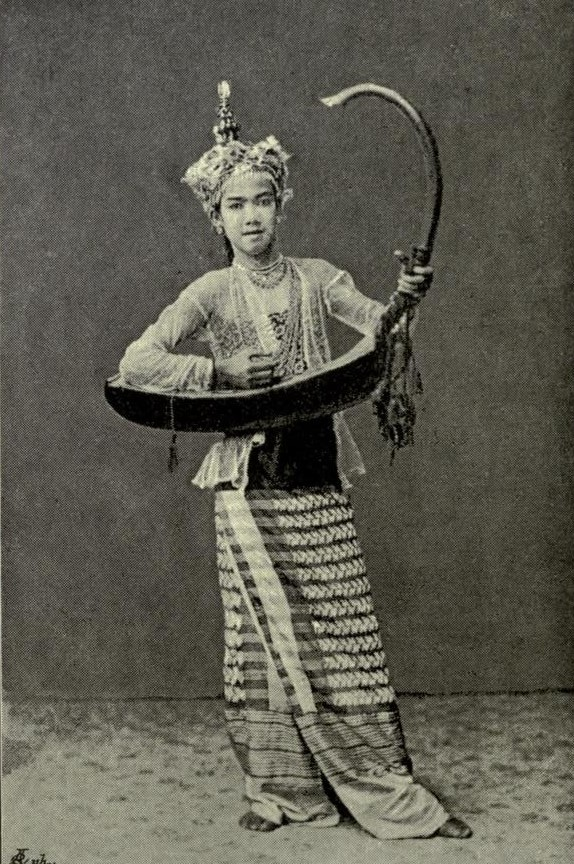
ビルマの竪琴の演奏姿勢。

代表的な竪琴としては、ハープが挙げられる。一方で、ドイツ語で竪琴を意味するリラ（Leier、ライアー）が有るものの、リラとハープは弦の張り方が異なるために、別の楽器群に分類される。
なお、弦鳴楽器全体を分類すると、ハープ属、リラ属、ツィター属（チター属）、リュート属、楽弓属の5つに分けられる。例えば、ハープ属に分類される楽器の場合は、弦が共鳴胴からネック（棹）まで斜めに張られている。これに対して、リラ属に分類される楽器の場合は、弦が共鳴胴から2つの腕で支えられた横棒に張られている。要するに、ハープ属は支柱に対して平行の方向に弦を張っているのに対して、リラ属は支柱に対して垂直の方向に弦を張っているという差異が見られる。ツィター属は、楽器本体の両端に弦を留めており、旋律を奏でるための数本の弦と、ハープの弦のように張られた数十本の弦が存在する。
一方で、リュート属に至っては、弦が楽器本体に付属した棹の部分にまで及んでおり、例えばリュートは、もはや竪琴の範疇ではなく、ギターと比較される楽器である。なお、楽弓属については、あまりに広範なので、本稿では解説しない。

## 各地の竪琴の具体例
- 竪箜篌 - 箜篌（くご）に分類される楽器の中で、竪置きの物。
- サウン・ガウ - 小説や映画の『ビルマの竪琴』で取り上げられたミャンマーの楽器。